# Sydney Brenner
Sydney Brenner (Germiston, Sudáfrica, 13 de enero de 1927- Singapur, 5 de abril de 2019) fue un biólogo sudafricano galardonado con el Premio Nobel de Fisiología o Medicina de 2002.

## Biografía
Nacido en Germiston, una pequeña ciudad sudafricana, pronto dio signos de una inteligencia precoz y una curiosidad insaciable; aprendió a leer muy pronto y comenzó la educación primaria con dos años de adelanto. Durante sus años escolares descubrió en los libros una fuente de conocimiento inagotable y empezó a hacer sus primeros experimentos de bioquímica en casa, con materiales de la droguería local y un microscopio que su tío le había regalado. A los quince años le fue concedida una beca municipal para estudiar la carrera de Medicina en Johannesburgo y en 1946, con 19 años, publicó su primer artículo en solitario. Siendo demasiado joven para poder graduarse se dedicó a aprender, tanto por su cuenta, sumergiéndose en los libros que tanto le enseñaron, como en sus trabajos de técnico en los laboratorios de los departamentos de Fisiología e Histología, donde descubrió su pasión por la biología celular. En aquella época fue instruido por Joel Mandelstam, Raymond Dart y Robert Broom.
En 1952, ya licenciado, se desplazó a Oxford, donde comenzó a trabajar con bacteriófagos y entró en contacto con la flor y nata de la investigación en Biología Molecular. El momento clave de su carrera científica llegó en 1953, cuando hizo un viaje de un día a Cambridge para conocer a James Watson y Francis Crick y su revolucionaria estructura de la hélice de ADN, el punto de inicio de lo que hoy conocemos como biología molecular. Tras doctorarse en Oxford pasó a ocuparse de su pasión, la genética molecular, comenzando con el desciframiento del código genético. Durante 20 años trabajó codo con codo con Crick en el Consejo de Investigación Médica británico (MCR), centro público adscrito al Laboratorio de Biología Molecular de Cambridge, del que sería nombrado director en 1979.

### Premio Nobel de Medicina (2002)
Su interés comenzó a centrarse en el desarrollo celular y fue entonces cuando comenzó los trabajos de investigación utilizando como modelo al gusano redondo C. elegans, que culminarían con el galardón del Premio Nobel. Compartió el premio con H. Robert Horvitz y John E. Sulston, en reconocimiento a sus trabajos sobre la regulación genética del desarrollo y muerte celular. Este fue el broche de oro a la carrera de un hombre que pensaba que la búsqueda del conocimiento es una aventura que seguirá adelante mientras existan seres humanos y que lo demostró en su propia vida.
El título de su conferencia al recibir el Nobel, en diciembre de 2002, fue "El regalo de la naturaleza a la ciencia", es un homenaje a este modesto nematodo; en su discurso, consideró que haber elegido el organismo adecuado resultó ser tan importante que de otra manera no hubieran podido avanzar los descubrimientos a esa velocidad. En 1986 renunció a su trabajo como director del Laboratorio porque las tareas administrativas le apartaban de su verdadera vocación en el trabajo de investigación y le fue concedida la oportunidad de fundar una Unidad de Biología Molecular para proseguirlo.
En 1992, a sus 65 años, se jubiló por primera vez. Según sus propias palabras; La ciencia es algo a lo que uno está atado y no deber retirarse de un proyecto hasta no haberse asegurado su siguiente trabajo. Bajo esta filosofía viajó a La Jolla, California, donde comenzó a trabajar en el Scripps Research Institute y fundó una empresa dedicada a la secuenciación masiva de ADN. En 1995 fundó el Molecular Sciences Institute, que acoge jóvenes investigadores y al que imprimió su visión de la investigación como reto intelectual hasta su segunda jubilación, en el año 2000. Conocido por su penetrante visión científica y mordaz ingenio, Brenner, durante muchos años, fue escritor de una columna de publicación periódica en la revista Current Biology, contribuyendo de esta manera a la divulgación científica. En 2001 fue nombrado Distinguised Professor del Instituto Salk de La Jolla, donde se reencontró con su viejo amigo Crick.

## Premios y honores
Brenner recibió numerosos premios y distinciones, entre ellos: 
- 1959, miembro del King's College, Cambridge.
- 1964, elegido miembro de EMBO.
- 1965, elegido miembro de la Real Sociedad (FRS) de Londres.
- 1969, Premio William Bate Hardy.
- 1971, Premio de Investigación Médica Albert Lasker.
- 1974, Medalla Real de la Royal Society.
- 1978 y 1991 Premio Internacional Gairdner de Canadá].
- 1980, Medalla Krebs.
- 1980, Medalla Novartis y Premio de la Sociedad de Bioquímica.
- 1986, Premio Rosenstiel.
- 1986, Miembro de la Orden de los Compañeros de Honor.
- 1987, Premio Harvey.
- 1987, Medalla de la Sociedad de Genética de América.
- 1990, Premio de Kioto.
- 1991, Medalla Copley.
- 1992, Premio Internacional Rey Faisal de Medicina.
- 1998, Dendrobium Sydney Brenner nombrado con motivo de su visita al Jardín Nacional de Orquídeas de Singapur el año anterior.
- 2002, Premio Nobel de Fisiología o Medicina.
- 2002, Premio Dan David.
- 2002, Premio March of Dimes en Biología del Desarrollo en 2002.
- En reconocimiento a su papel pionero en el inicio de lo que ahora es una comunidad de investigación global que trabaja con C. elegans , otro nematodo estrechamente relacionado recibió el nombre científico de Caenorhabditis brenneri .
- 2006, Medalla Nacional de Ciencia y Tecnología otorgada por la Agencia de Ciencia, Tecnología e Investigación otorgó a Brenner por sus contribuciones distinguidas y estratégicas al desarrollo de la capacidad científica y la cultura de Singapur, particularmente en el sector de las ciencias biomédicas.
- 2008, la Universidad de Witwatersrand nombró al Sydney Brenner Institute for Molecular Bioscience (SBIMB) en su honor.
- 2017, Gran Cordón de la Orden del Sol Naciente.
- 2019, una especie recién descubierta de calamar bobtail, Euprymna brenneri fue nombrada en su honor.